# 筆界確認書
筆界確認書（ひっかいかくにんしょ、俗に、ふでかいかくにんしょ）とは、日本において、隣接する土地の境界線について、双方の所有者が合意を交わした旨を記した書面をいう。通常、筆界確認書は承諾した土地の境界に関する図面（筆界確認図）とセットで作成されることがほとんどであり、この場合両者を合綴し契印をする。境界確認書、境界承認書、筆界承認書などと呼ばれることもある。
筆界確認書の境界に関しては、測量士が関与できず、土地家屋調査士の業務とするところである。
ここでいう土地所有者は、表題部所有者や所有権登記名義人、またはその承継人である。

## 効力
筆界は、所有権界と異なり、公法上の土地単位である筆の境界線であるため、関係人当事者によって決められるものではなく、理論上はもう既に決まっているものである。
したがって、確認書を交わしたからといって、それが絶対的な効力をもつものではなく、当事者の紛争を未然に予防する効力、または、その後筆界の位置について紛争が生じた場合に行われる公的な筆界の位置の確認制度（筆界特定制度、境界確定の訴え）における資料として事実上の効力を持つにすぎない。法務では、登記申請書に添付する承諾書として扱われたことがあり、筆界確認を民事と捉えていたことが窺える。

## 概要
- 隣り合う土地所有者双方が筆界確認書に署名・捺印し合綴された筆界確認図と契印し、双方が同じ内容のものをそれぞれ１通ずつ所持する形をとるのが一般的である。

-実印を捺印し印鑑登録証明書を添付する場合は、隣接する土地所有者の印鑑登録証明書が添付されている１通を所持する。よって、隣接する土地所有者と互いの印鑑登録証明書を交換する形となる。
- あくまでも、土地登記簿（全部事項証明書）の所有者双方で取り交わす書面である。登記簿上の所有者が既に死亡していたり、法人においては合併や会社分割によって土地登記簿上の所有者と実際の土地所有者が異なる事もある。実際の土地所有者が土地登記簿と異なる時は、権利を承継した者が土地所有者となるので書面作成、書面の取り交わしには注意が必要になる。

## 実印、印鑑登録証明書の必要性
- 土地の地域性や管轄する法務局の取り扱いによっては、捺印する印鑑が実印であり印鑑登録証明書を添付すよう求められる場合がある。これは、土地の境界について所有者双方が間違いなく確認・了承しているかを担保する意味合いと、土地所有者であることを証明する意味合いがあり、「印鑑登録証明書は本人以外は発行がされないもので、本人しか出しえないものである」という考え方でもあり、土地所有者の「なりすましを防止」を図る目的でもある。

-捺印された印鑑が実印であっても印鑑登録証明書がないと、誰にも実印であることを確認・証明できず、結果として認印とみなされてしまう。そのため、境界の紛争やトラブルになった場合は「勝手に作成し、署名・捺印し境界を決めた。」という様に解釈され、裁判になるケースもある（口頭による境界の確定は口約束になり時間が経つと「言った、言わない」で紛争、トラブルになる事もあるが、地方では未だに書面を交わさず口頭での境界の確定をしている地域もある）。
- 寶金敏明著「境界の理論と実務」第3編、第4章、第8節にあるように、弾力的に運用すべきとの考えもある。

## 様式
作成方法や署名・捺印については法律では定めがないので、各都道府県の土地家屋調査士会や各地方法務局でひな形が作成されていることが多い。

### 記載事項
一般的な内容は以下の通り。
- 土地所有者、隣接する土地所有者双方の氏名

-複数人のときは全員記載する
- 立会年月日
- 境界を確定した土地の所在、及び地番
- 土地所有者、隣接する土地所有者双方の署名、捺印、及び年月日

-複数人の場合は、原則全員分の署名、捺印が必要
（捺印は実印の場合がある）
- 作成者の署名、捺印

-土地家屋調査士が作成した場合は職印を押印（土地家屋調査士は職印を法務局に登録しているため土地家屋調査士本人の実印を捺印する必要がない。よって、印鑑登録証明書の添付も必要ない）
-土地所有者が既に死亡している等の場合は、その承継人の署名、捺印が必要

### 添付書類
- 筆界確定図（境界確定図）

-合綴し契印すること
-確定個所を明確にしたもので作成者の署名・捺印が必要
-土地所有者、隣接する土地所有者双方が実印を捺印した場合は印鑑登録証明書の添付が必要

## 法務局の取り扱い
法務局は土地地積更正登記や土地分筆登記の際は法定添付書類ではないが、出来るだけ境界が確定した書類「筆界確認書」を添付して登記申請をするよう求めている（法定添付書類ではないため強制できない）。
- 添付を求める目的

1)土地地積更正登記後、土地分筆登記後に土地所有者の間で紛争やトラブルが出来るだけ起こらないようにする。
2)土地の形状・境界点間距離・座標値が法務局に備え付けられる地積測量図で明確になるが、その根拠となる書面として添付を求めている。

### 土地地積更正登記、土地分筆登記申請
1)添付がない場合は、法務局の登記官が申請地へ赴き現地調査（実地調査）を行う。
2)添付していた場合であっても土地地積更正、土地分筆登記申請をする法務局によっては「実印による捺印がない、印鑑登録証明書が添付されていない」、「記載事項に不備がある」時などに現地調査（実地調査）を行うことがある。
-現地調査（実地調査）の主な内容は、境界点（境界標識）の確認、及び測量、申請人や隣接地土地所有者に対しての聴きとり等である。
3)隣接する土地が、過去に土地地積更正登記がされ法務局に地積測量図が備え付けられており且つ現地に境界標識が存在し、それを測量した結果が既存の地積測量図の境界点間距離と一致していれば添付を求められることはないが、土地地積更正登記によって地積測量図が備え付けられた年代が古かったり現地の境界点間距離が異なる場合においては添付を求められる。

### 地図訂正申出
- 地図訂正申出の際にも、添付を求められる。

-ただし、法務局に備え付けてある資料で明確な場合はこの限りではない。

## その他
- 「現地に境界標識が存在している」というだけで筆界が確定されているとは言い難く、関係当事者が当該時点において筆界の場所について共通の認識を有していることの証拠となる書面として筆界確認書の存在がある。
- 平成17年の不動産登記法改正及び施行に伴い、分筆後の一筆における地積の求積によく用いられてきた「土地登記簿上の地積から分筆する部分の地積を引いて求積する（残地求積）」方法が原則出来なくなり、分筆後の全ての土地を求積しなければならない（例外あり）。
- 過去に土地分筆登記がされていて地積測量図が法務局に備え付けられている場合であっても、残地求積された土地の土地分筆登記申請をする際に筆界確認書の添付を求められる。これは、平成17年の不動産登記法改正以前、分筆したい部分に関わる個所だけ境界確定し筆界確認書を作成して土地分筆登記申請が可能であった。このため、残地求積された土地に関しては土地分筆登記により地積測量図が法務局に備え付けられていたとしても、境界確定がされているとは言えない。（残地求積はしているものの、残地求積の土地についても筆界確認書が作成されている場合がある。分筆する土地と隣接する土地全てに対して筆界確認書を作成した場合は土地地積更正登記と土地分筆登記を申請するものだが、土地登記簿上の地積よりも実際に測量した地積の差が大きいため意図的に土地地積更正登記を申請しないこともあったため。）
- 過去に土地分筆登記で残地求積されている土地の境界を確定し測量を行った場合、土地登記簿や既に備え付けられている地積測量図の地積と大きく異なる事がほとんどである（地積が減ることもあれば増えることもある）。
- 法務局には土地登記簿謄本（全部事項証明書）があっても地積測量図が存在しない土地もある。
- 土地地積更正登記、土地分筆登記の申請には法定添付書類にされていないことや法律で明確な定めがないことから、土地所有者によっては境界には納得し了承するも署名・捺印を拒む場合がある。また、実印を捺印と印鑑登録証明書の添付を求めても個人情報の意識が高まっていることもあり拒否されることもある。
- 土地区画整理事業に伴い換地処分された土地は、筆界（境界）が著しく異なることが少ない。換地計画に基づいて境界標識が埋設されており、このような地域は、法務局に不動産登記法第14条第1項に規定する地図が備え付けられることが多い。不動産登記法第14条第1項に規定する地図の地域は、特別な事情（測量した結果、地図や区画整理の図面と現地の境界が著しく異なる時等）がない限り筆界確認書の作成する必要性はない。近年、土地区画整理事業で換地処分をされた土地であれば、測量機器や測量技術が向上していることから、筆界（境界）の紛争やトラブルは生じにくい。

-土地区画整理事業で換地処分された年代が古い（昭和時代に区画整理された）地域は、当時の測量技術や測量機器で土地区画整理事業を行い境界標識を埋設しているため、現在の測量機器や測量技術で測量した場合に筆界（境界）が異なる場合もある。比較的平坦な場所であれば、概ね数センチ程度の差のあることが多いが、高低差のある場所（元々、山であった地域等）は著しく異なることも多くない。これは当時の測量技術や測量機器の事情を考えると仕方がない部分ではある。
- 主に各個人が所有する土地の境界に関するものであるため、公文書ではなく私文書である。役所が所有する土地との境界のために作成をする場合もあるが、これについては役所によって書面の様式や取り扱いが様々であるため事前に作成方法について確認しておく必要がある。
- 境界による紛争、トラブルで裁判になった時には法務局に備え付けてある地積測量図と共に境界を確定した証拠書類として採用される事がある。境界による紛争、トラブルは土地所有者双方の主張・意見のくい違い、相続や売買等によって土地所有者が変わる、境界となっている構造物が施工業者のミスで実際の境界とは異なる箇所に施工がされている場合に多い。法務局に備え付けてある地積測量図の作成された年代が古く地積測量図と現地の境界が一致していない時や法務局に地積測量図が備え付けられる前に登記がされた土地である場合にも多い。
- 土地の境界の紛争やトラブルは、一度起こるとその解決に至るまで相当な時間を要したり裁判に発展する事もあるため、土地の売買においては買主が売主側で筆界確認書を作成することを条件として、契約することも多くなってきている。